# Biobardas

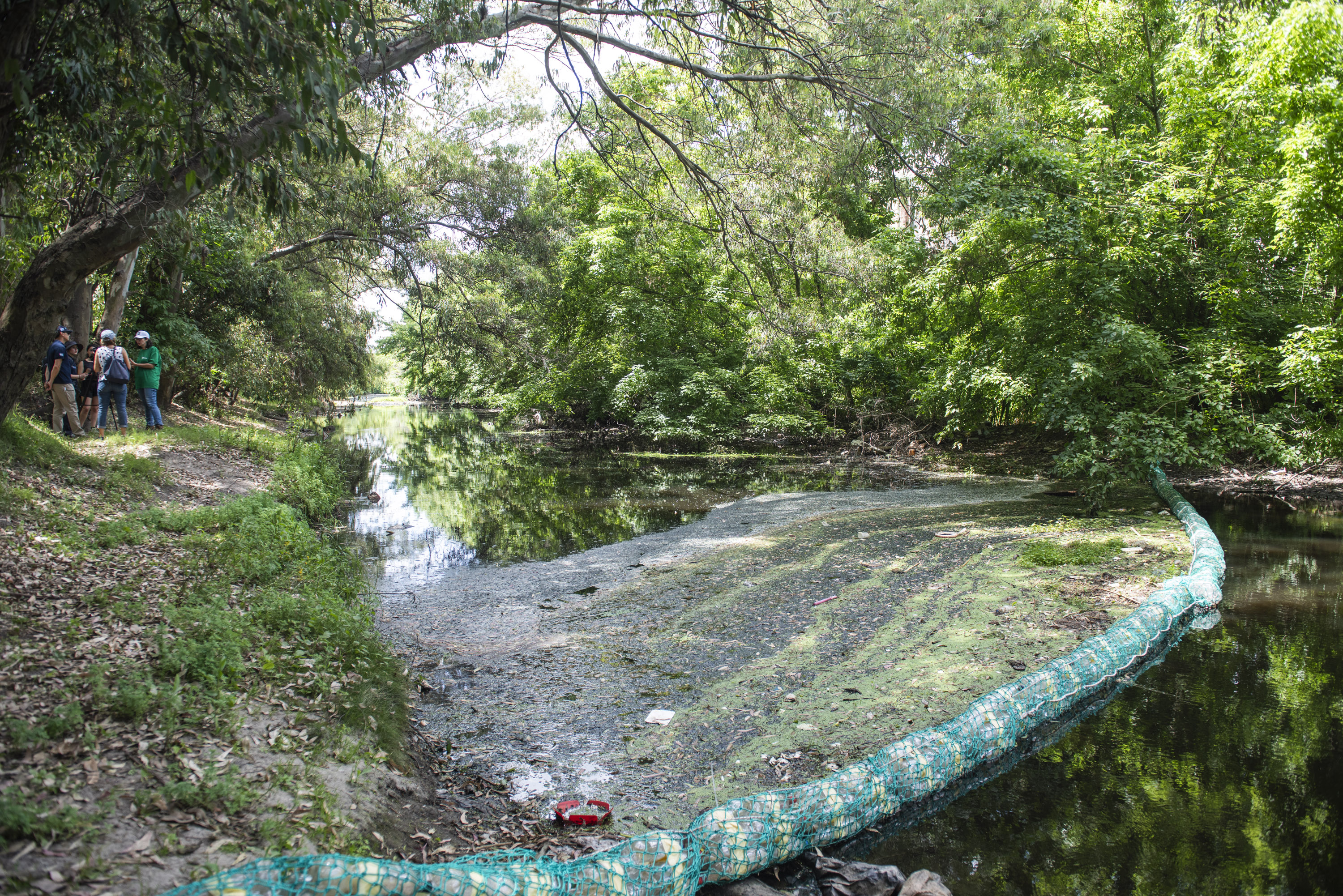
Ejemplo de biobarda instalada en la cuenca del río Arroyo Pantanoso, en Montevideo.

Biobardas son estructuras artesanales o caseras diseñadas por el ser humano para retener desechos flotantes. Estas barreras flotantes funcionan como trampas que capturan y evitan que plásticos, bolsas y ramas lleguen a ríos y mares.

## Objetivos
Los principales objetivos de las biobardas son retener desechos flotantes, prevenir la contaminación marina, frenar la acumulación de residuos en cuerpos de agua, proporcionar una solución económica y eficiente.

## Antecedentes
Originadas en 2016 por el Ministerio de Ambiente y Recursos Naturales de Guatemala, las biobardas son una solución artesanal económica y eficiente, elaboradas con materiales económicos como cuerdas, mallas y botellas de plástico. Esta técnica ha demostrado ser efectiva al detener hasta el 65% de los desechos flotantes en algunos lugares y detener la contaminación acuática.
El proyecto se ejecutó por primera vez en el río Motagua en El Quetzalito, una comunidad rural de Guatemala fronteriza con Honduras, luego se implementó en República Dominicana, Honduras,  y Panamá entre otros países.  Ante el éxito de las biobardas fue reconocida y presentada ante la ONU por su eficiencia.
La construcción de biobardas permite educar a la comunidad sobre el medio ambiente mientras se limpian los ríos.